# حور بايكالي
حور بايكالي (الاسم العلمي:Populus baicalensis) هي نوع نباتي يتبع جنس الحور من الفصيلة الصفصافية.  